# Aon Center (Los Ángeles)
Aon Center es un rascacielos de 62 plantas y 262 metros (858 pies) en Los Ángeles, Estados Unidos. Su construcción finalizó en 1973.
Fue diseñado por Charles Luckman. La excavación en el sitio comenzó a finales de 1970, y la torre fue terminada en 1973, el rascacielos rectangular negro con el ajuste blanco es muy delgado para un rascacielos en una zona sísmicamente activa. Es el tercer rascacielos más alto de Los Ángeles, el cuarto más alto en California, y el 67 más alto de Estados Unidos. El logotipo de la Aon Corporation, su inquilino, se muestra en la parte superior de color rojo.

## Historia
Aon Center fue originalmente llamado United California Bank Building de su finalización en 1973 hasta 1981, cuando se convirtió en First Interstate Tower. Fue el rascacielos más alto al oeste del río Misisipi cuando se construyó, hasta 1982 cuando fue superado por la Torre de Comercio de Texas en Houston. Tras su finalización en 1973, el rascacielos fue el más alto del mundo fuera de Nueva York y Chicago. Seguía siendo el rascacielos más alto de Los Ángeles hasta 1989, cuando se completó la Torre Library (ahora U.S. Bank Tower). Entre 1998 y 2005, no hubo logotipos en el rascacielos.

## Fuego
El 4 de mayo de 1988, un fuego comenzó en el piso 12 justo después de 22:00; se quemó durante unas cuatro horas. El fuego destruyó cinco pisos, lesionó a 40 personas y dejó un trabajador de mantenimiento muerto. El fuego fue tan grave porque el edificio no estaba equipado con un sistema de riego, que no fue requerido para torres de oficinas en el momento de su construcción. Un sistema de rociadores fue instalado en el momento del fuego; Sin embargo, el sistema era inoperante, en espera de la instalación de alarmas de flujo de agua. El fuego fue finalmente contenido a las 2:19 AM, y causó 50 millones de dólares en daños. Los trabajos de reparación tardaron cuatro meses. Debido al fuego, los códigos de construcción en Los Ángeles fueron modificados, exige que todos los rascacielos altos estén equipados con aspersores contra incendios.

## En la cultura popular
- El incendio del 4 de mayo de 1988, se puso de relieve en un ABC TV-movie Fuego: Atrapado en el piso 37, protagonizada por Lee Majors, Lisa Hartman-Negro y Peter Scolari
- El rascacielos fue ofrecido en la película Terremoto la falla de San Andrés, donde se derrumba cuando un terremoto sacude Los Ángeles.
- El Aon Center aparece destruido y quemado al igual que el resto de la megalópoli de Los Ángeles en la película de 2010, Resident Evil: Afterlife; cuando Alice sobrevuela en su avioneta el centro de la megalópoli.